# وقعة شريف
قام بغزو لعدد من القبائل في نجد وانتصر عليهم ثم مضى الى الجبل حيث هاجم قبيلة شمر قرب موقع (٧٥ كلم غربا) واستمر مناخه هناك ثلاثة شهور وكانت النتيجة أن تلك القبيلة انتصرت عليه وغنمت عددا من خيله الاصائل وقال قصيدته المشهورة.  

## قصة المعركة
وقعة موقق هي معركة وقعت في عام 1328هـ / 1910م بين قوات الشريف حسين بن علي - شريف مكة - مدعومًا بقوة عثمانية، وبين قبيلة شمر بقيادة الفارس شايع بن مرادس. دارت المعركة في موقع موقق، غربي حائل، واستمر المناخ (الحصار والاشتباك) لمدة ثلاثة أشهر. انتهت بانتصار كبير لقبيلة شمر .
ومما يُعزز انتصار قبيلة شمر ما ورد في قصيدة الشريف حسين بن علي بعد المعركة، حيث قال:
“وتجاولنا بالجمع بأطراف موقق
وصارت علينا من كبار الجرائر” 
وفي ذات القصيدة، يذكر مدة المناخ قائلاً:
“مناخنا لعبدة تسعين ليلة
سحلول بزاخه لا سقتها القواطر”*
وهو تصريح واضح على أنه مناخ طويل الأمد استمر ثلاثة أشهر، وانتهى بخسارة الحملة، وغنيمة الخيول من قبل شمر 

## نتائج المعركة
انتصار قبيلة شمر (عبده)
- تصدت قوات قبيلة شمر بقيادة شايع الامسح الشمري لحملة الشريف الكبيرة.
- استمرت الحرب 90 يومًا كما في الأبيات الشعرية.
- استطاعت شمر هزيمة الشريف رغم قلة العدد والعدة.

🐎
غنائم المعركة
- استولت قبيلة شمر على عدد من الخيل الأصايل من جيش الشريف.[6]

📜
اعتراف بالهزيمة
- الشريف محمد بن عبدالمعين الحارثي اعترف في قصيدته بالهزيمة، وقال: تجاولنا بالجَمع بأطراف موقق وصارت علينا من كبار الجرائر مناخنا لعبدة تسعين ليلة بسحلول بزاخه لا سقتها القواطر. [7]

## انظر إلى المصادر
📚
قائمة مختصرة للمصادر (شكل روابط ويكيبيديا):
- الشويعر، شقراء، ط1، ص320.
- خير الدين الزركلي، الأعلام، ج3، ص125.
- عثمان بن بشر، عنوان المجد، ج2، ص156.
- عبدالكريم الحقيل، موسوعة القبائل، ط2، ص484.
- مطلق بن نايف الصنيدح الشمري، قبيلة شمر، ص299-300.
- خالد العاني، دار الموسوعات العربية، بيروت، ISBN 978-614-424-051-9. [8]